# Срібний Федір Васильович

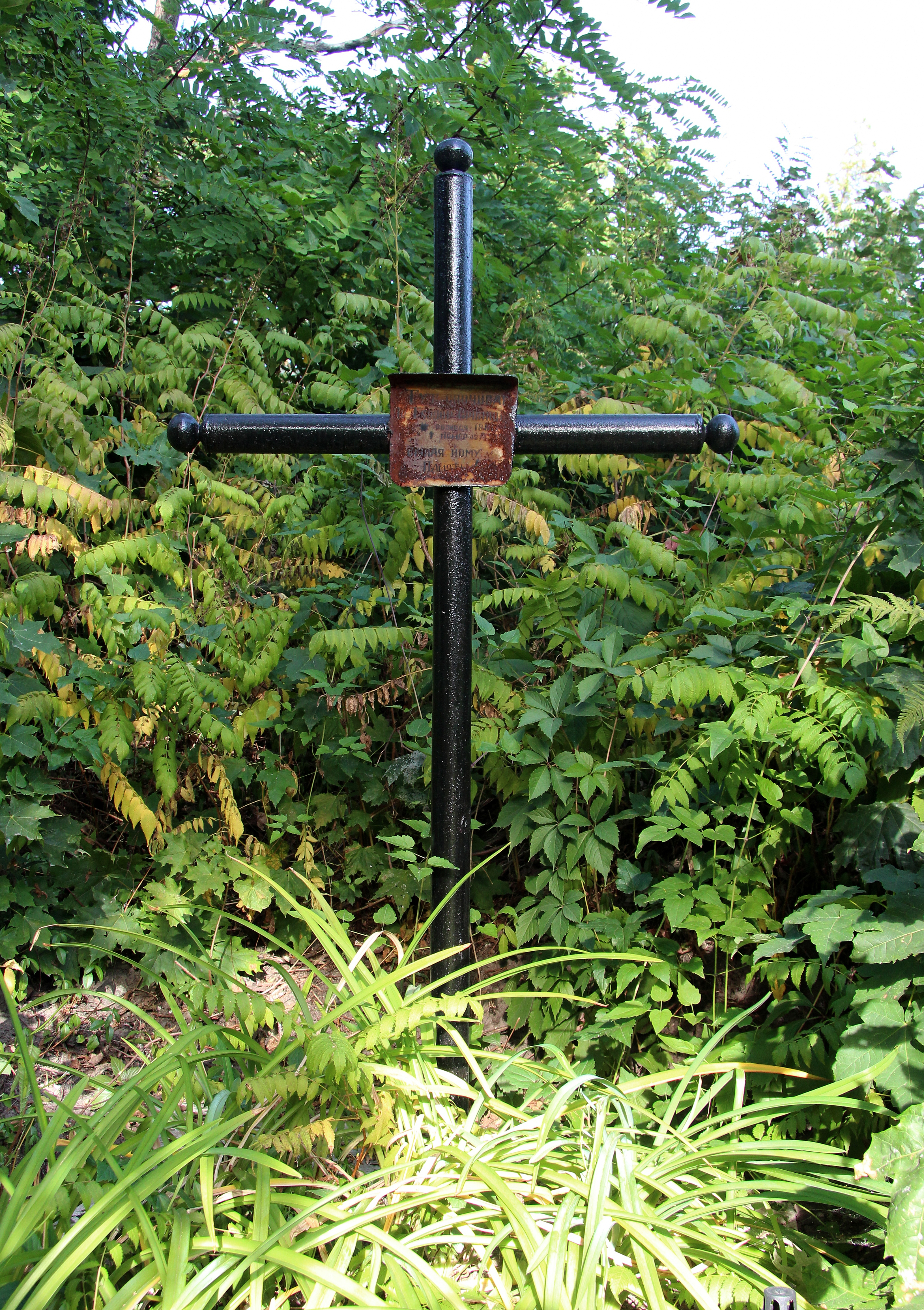

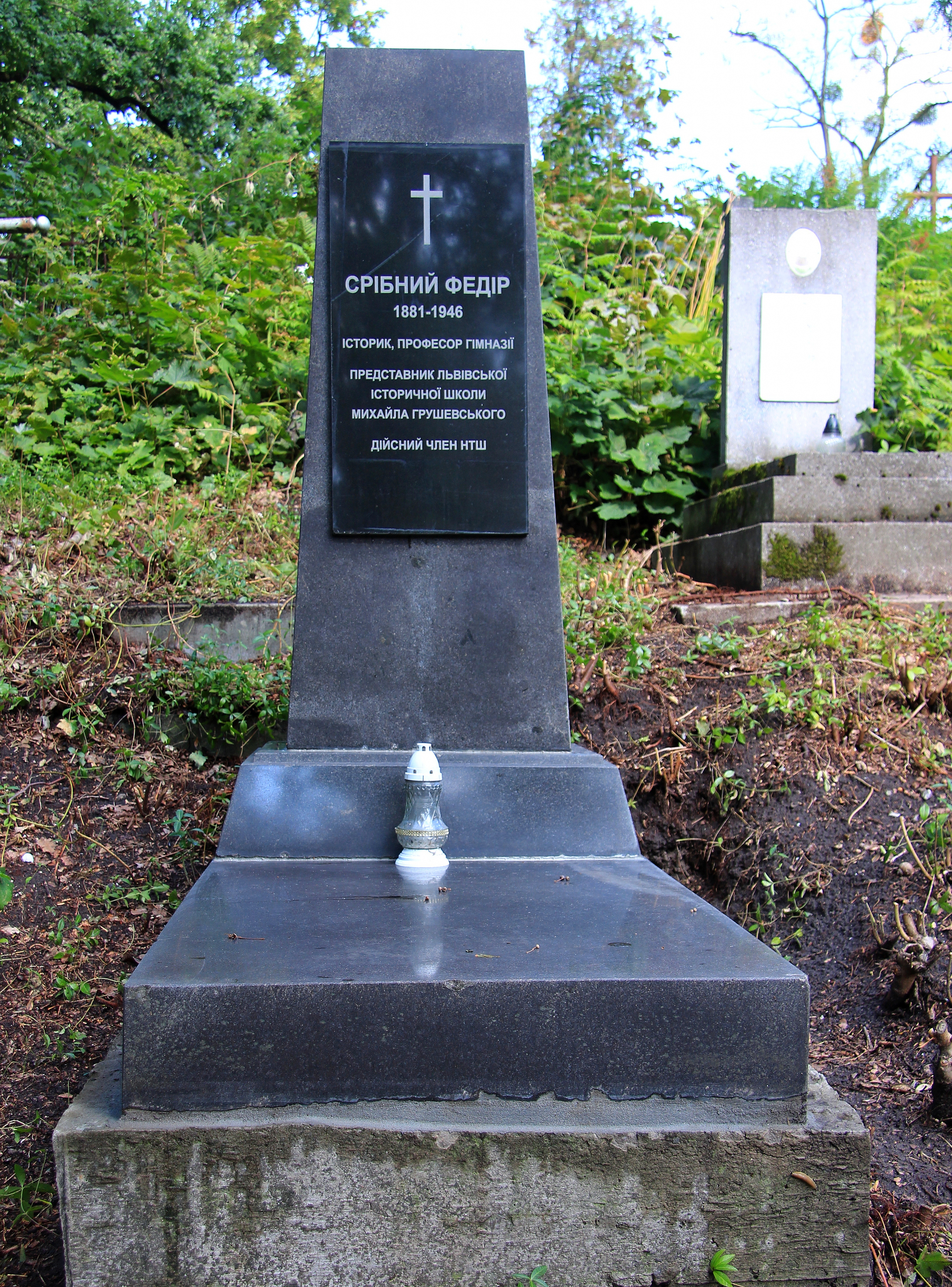

Фе́дір Васильович Срі́бний (21 лютого 1881,  Надвірна, Надвірнянський повіт, Станіславівський округ, Королівство Галичини та Володимирії,  Австро-Угорщина — 1946, Львів, УРСР, СРСР) — історик, член Львівської історичної школи М.Грушевського  дійсний член Наукового товариства ім. Т.Шевченка, професор Львівської торгівельної академії, член товариства «Просвіта»;  . Брат Юрія Срібного.

## Біографія
Народився 21 лютого 1881р. в м. Надвірна в родині Василя Срібного і Магдалини Полатайко на вул. Станіславській (зараз  вул. Мазепи). Закінчив народну школу у Надвірній, поступив до Коломийської гімназії. Протягом 1895-1908 роках навчався на філософському факультеті Львівського університету, одночасно вивчав історію і географію. Працював у бібліотеці Наукового товариства ім. Тараса Шевченка.  У 1912р.  він здобув ступінь доктора. 
У  1921 році  став професором Станіславської гімназії, пізніше – професором Львівської торгівельної академії.. У 1940—1941 роках співробітник Львівського філіалу Інституту історії України АН УРСР. 
Помер у 1946р. Похований на полі 43 Личаківського цвинтаря. Довгі роки на цій могилі був скромний металевий хрест. Місце поховання відомого історика і громадського діяча було віднайдене науковими співробітниками музею "Личаківський цвинтар". В липні 2022 року на могилі Федора Срібного дирекцією музею встановлений гранітний нагробок.

## Праці
- «Дневник Велевицького як джерело до української історії». – ЗНТШ, 1905 р., т. 67, с. 1 – 7.
- «Студії над організацією Львівської Ставропігії від кінця 16 до половини 17 ст.» – ЗНТШ.
- «І. Увільнення братства від власти владичої. II. Склад братства».

## Пам'ять
22 січня 2020 р. на фасаді будинку «Просвіта» у Надвірній урочисто відкрили меморіальну дошку Федору, Миколі та Юрію Срібним.